# بولص خفري
بولص خفري وهو موسيقي وشاعر غنائي ورسام آشوري ولد في يوم 7 آب 1923 في مدينة بغداد عاصمة العراق وثم انتقل إلى إيران ومات هناك في مايو 2000.